# Смокенцино
Смокенцино (пол. Smokęcino, нім. Schmuckenthin) — село в Польщі, у гміні Бройці Ґрифицького повіту Західнопоморського воєводства.
Населення — 89 осіб (2011).
У 1975-1998 роках село належало до Щецинського воєводства.

## Демографія
Демографічна структура станом на 31 березня 2011 року:
|          | Загалом | Допрацездатний вік | Працездатний вік | Постпрацездатний вік |
| -------- | ------- | ------------------ | ---------------- | -------------------- |
| Чоловіки | 47      | 15                 | 28               | 4                    |
| Жінки    | 42      | 10                 | 26               | 6                    |
| Разом    | 89      | 25                 | 54               | 10                   |